# Likhetstecken
Likhetstecken (alternativt likamedtecken) är, främst, en matematisk symbol som används för att beteckna att något är exakt likvärdigt med något annat. Det introducerades 1557 av den walesiske matematikern Robert Recorde, och utläses ”är lika med”, exempelvis i satsen x = y (x är lika med y).
I textförklaringar används ibland tecknet på liknande sätt, främst i översättningar och för att förtydliga, även om det ibland kan vara lämpligare att omstrukturera meningen eller använda parenteser:
- AB = aktiebolag
- Mr. = Mister = herr

## Exempel
- 8 = 2 · 2 · 2 = 23 = 16⁄2
- Enligt Albert Einsteins berömda formel är energi och massa sammanlänkade enligt E = mc2, där E är energin, m är massan och c är ljusets hastighet i vakuum.
- 1 fot = 0,3048 meter

## Olika betydelser
Inom matematiken kan likhetstecken användas för olika ändamål:
- Som avledning mellan vänster- och högerled i en ekvation eller formel, för att ange att två olika storheter har samma värde eller att två olika mängder innehåller exakt samma element.
- För omskrivning av aritmetiska och algebraiska uttryck och enhetsomvandling.
- För tilldelning av funktionsregel
- Som logisk ekvivalensoperator
- För att markera att det förväntas en aritmetisk uträkning (se miniräknare)

I programmerings-språk är det också vanligt att man skiljer dessa olika betydelser åt. Som exempel används i C-liknande språk = för tilldelning, och == som logisk operator. I JavaScript används även den logiska operatorn ===, då för att testa om två variabler är strikt lika.

## Typografiska aspekter

### Mellanrum
Likhetstecken bör omges av mellanrum då det används i ekvationer:
- a2 + b2 = c2

### Radbrytning inom matematiken
Då en ekvation bli mycket lång och måste delas på flera rader, kan brytningen ske vid likhetstecknet, såvida inte det första ekvationsledet är alltför kort:
- y3 + 3z − 46 =

x + 0,45 − (−23)ab + 901 b − c (2,5 · 10−6 − dmax)
Ibland väljer man att ställa likhetstecknen under varandra då det första ledet i ekvationen förblir oförändrat i en rad av förenklingar i det andra ledet.

## Varianter och Unicode
Unicode-koden för likhetstecknet är U+003D (Equals sign), och dess HTML-kod är &#61;.
Approximationer anges med ≈ (våglinjer; Unicode-kod U+2248, HTML-kod &asymp;)
Logisk ekvivalens och implikation kan anges på olika sätt, med =, ~, och <=>.
Identitet kan anges med ≡; Unicode-kod U+2261.
I Unicode-uppsättningen finns även följande likhetstecken:
- U+207C Superscript equals sign – likhetstecken i exponentläge: ⁼
- U+208C Subscript equals sign – likhetstecken i indexläge: ₌
- U+FE66 Small equals to – litet likhetstecken: ﹦
- U+FF1D Fullwidth equals sign – likhetstecken med fast bredd: ＝